# Boulder (Utah)
Boulder ist eine Ortschaft am Rande des Grand Staircase-Escalante National Monument im Garfield County in Utah, USA. Sie ist Ausgangspunkt des Burr Trails und durch den Ort verläuft die Utah State Route 12. Im Jahr 2020 hatte Boulder 227 Einwohner, die Fläche der Stadt beträgt 54,2 km².

## Altersstruktur
Das durchschnittliche Alter beträgt 34 Jahre.
| Jahre    | Anteil |
| -------- | ------ |
| unter 18 | 30,0 % |
| 18 – 24  | 11,1 % |
| 25 – 44  | 26,7 % |
| 45 – 64  | 21,1 % |
| über 65  | 11,1 % |

## Geschichte
In Boulder befindet sich immer noch der alte Mailtrail, auf dem die Post transportiert wurde, bis Boulder erst als letzte Stadt in den USA eine Straßenverbindung bekam. Elektrischen Strom gibt es erst seit 1947, die erste Telefonleitung wurde 1910 gelegt.

## Weblinks

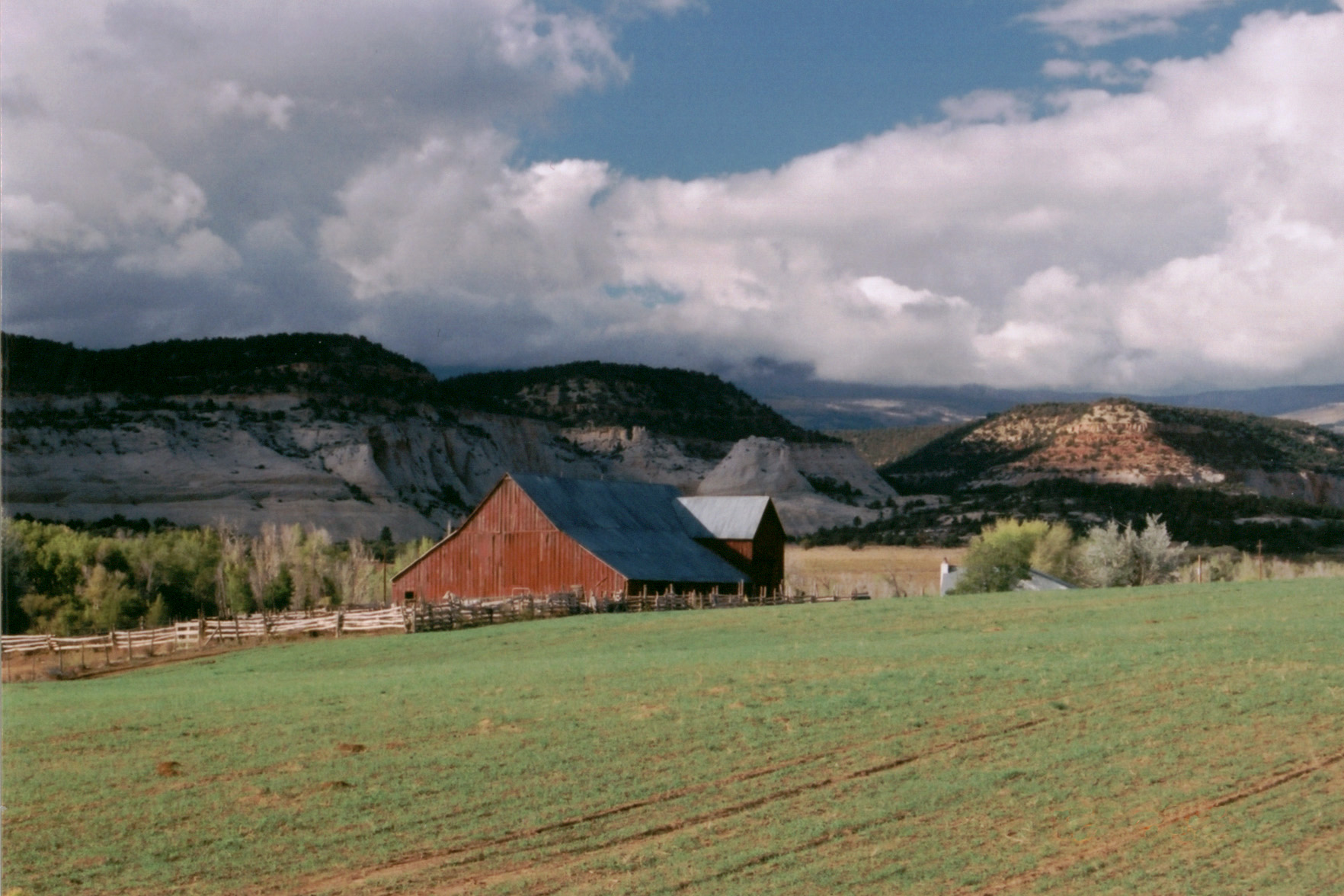
Scheune außerhalb von Boulder